# Ludwig Ferdinand Niemann

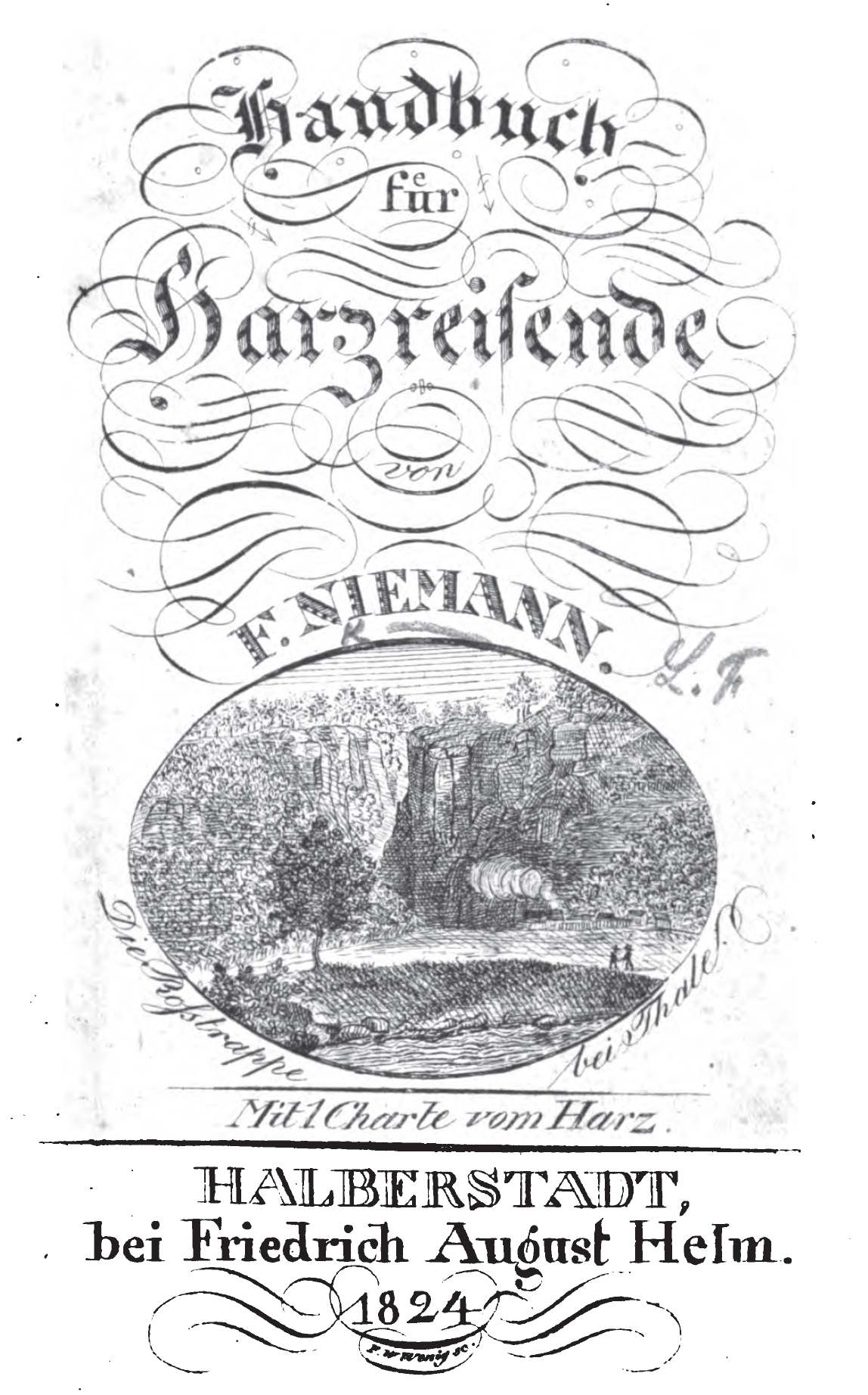
Frontispiz Ludwig Ferdinand Niemann: Handbuch für Harzreisende (1824)

Ludwig Ferdinand Niemann (* 20. Mai 1781 in Halberstadt; † 1. März 1836 wohl ebenda) war ein deutscher Heimatforscher und Sachbuchautor.

## Herkunft und Beruf
Ludwig Ferdinand Niemann war wohl ein Nachkomme derselben Familie, aus der auch der in Goslar geborene Chemiker Albert Niemann stammte. Er war möglicherweise ein älterer Bruder von dessen Vater, dem Rektor des Progymnasiums Christoph Gotthilf Carl Niemann (1782–1865). Alternativ könnte er aus der Familie des Gastwirts Christian Gottfried Niemann (1798–1850) aus Egeln/Bode stammen.
Niemann studierte ab 1799 in Halle Rechtswissenschaften, daneben unter anderem Geschichte, Philosophie und Astronomie. Zur Zeit des Königreichs Westphalen arbeitete er als Rechtsanwalt in Halberstadt. Ab 1815 war er am Oberlandesgericht Halberstadt als Registrator tätig.
In mehreren derzeitigen Quellen wird er auch als Eislebener Pfarrer und/oder als Halberstädter Jurist bezeichnet, wobei eine Identität der gemeinten Person hochwahrscheinlich ist.

## Schriftstellerische Biographie
Bereits 1821 beschrieb Niemann in seinem Buch Die Stadt Halberstadt und die Umgegend derselben und in einer Gedächtnisschrift vom 22. Mai 1821 den Park Spiegelsberge und das ehemalige Badehaus des Freiherrn von Spiegel und die zugehörten Wasserspiele, eine Fontäne und einen Brunnen.
Niemann war vor allem durch seine Publikationen zur Geschichte des Bistums, Fürstentums und der Stadt Halberstadt bekannt, veröffentlichte aber 1824 auch ein Handbuch für Harz-Reisende. Die meisten seiner Bücher wurden bei lokalen Verlegern in Halberstadt produziert.
Im Oktober 1833 hielt er sich auch in Leipzig auf und verfasste dort das Vorwort zu seinem Buch über die Geschichte der Grafen von Mansfeld, das 1834 beim Verlag C. Lorleberg in Aschersleben erschien. Dieses Werk ist eine umfangreiche, auf zahlreichen historischen Quellen begründete Geschichte der Grafen von Mansfeld, das weithin als Quelle zitiert wurde und immer noch Gültigkeit besitzt.
Nur zwei Jahre später, 1836, verstarb Niemann, vermutlich in Halberstadt. Noch heute finden sich dort Träger des Namens Niemann. Auch im Kirchenbuch der St.-Stephani Kirche in Aschersleben findet am 20. November 1842 ein Gotthard Niemann, mit der Berufsbezeichnung Kunstfärber (Schuhstieg Haus 564, Jahr 1856 und 1862), als Taufzeuge Erwähnung. Als Hausbesitzer des Hauses 391, ab 1875 Hinter dem Turm 25, wurden Niemann's Erben erwähnt.

## Werke (Auswahl)
- Die Spiegelsberge bei Halberstadt: Ein historischer Beitrag zu Spiegels Gedächtnißfeyer am 22. Mai 1821 (Magdeburg, im Verlag von Donati’s Kunsthandlung und Halberstadt, in Commission bei F. A. Helm. Gedruckt bei Friedrich Delius, Halberstadt). Digitalisat
- Die Stadt Halberstadt und die Umgegend derselben. Versuch eines topographischen Handbuchs für Einheimische und Reisende. Verlag Friedrich August Helm, Halberstadt 1824. Text
- Die Bergfestung Reinstein. (Schluß.) von Ferd. Niemann./ Niemann, Ludwig Ferdinand. In: Halberstädtische Blätter. – Halberstadt : Delius. – Bd. 1 (1823), S. 241–243
- Handbuch für Harzreisende . Verlag Friedrich August Helm (Halberstadt 1824) (Digitalisat)
- Geschichte des vormaligen Bisthums und jetzigen Fürstenthums insbesondere aber der Stadt Halberstadt, von den ältesten bis auf die neuesten Zeiten. Verlag Carl Brüggemann (Halberstadt 1829), mehrbändig
- Ludwig Ferdinand Niemann: Geschichte der Grafen von Mansfeld. C. Lorleberg, Aschersleben 1834 (google.de).; ebenfalls online bei books.google.de